# Sergio Casal
Sergio Casal Martínez (ur. 8 września 1962 w Barcelonie) – hiszpański tenisista.

## Kariera tenisowa
Karierę zawodową Casal rozpoczął w 1981 roku, a zakończył w 1995 roku.
W grze pojedynczej triumfował w 1 turnieju rangi ATP World Tour oraz osiągnął 2 finały. Swoje umiejętności skupił głównie na grze podwójnej, w której zwyciężył w 47 turniejach zawodach ATP World Tour oraz awansował do 26 finałów. Casal triumfował m.in. w 2 imprezach wielkoszlemowych w deblu, podczas US Open z 1988 roku oraz Rolanda Garrosa z 1990 roku, grając w parze z Emilio Sánchezem. W 1987 roku doszedł ponadto do finału Wimbledonu, w parze z Emilio Sánchezem.
W konkurencji gry mieszanej Hiszpan odniósł zwycięstwo w 1986 roku w US Open, partnerując Raffaelli Reggi.
Casal jest również zdobywcą srebrnego medalu podczas igrzysk olimpijskich w Seulu w 1988 roku. Partnerem deblowym Casala był Emilio Sánchez, a pojedynek o złoty medal Hiszpanie przegrali z Amerykanami Kenem Flachem oraz Robertem Seguso.
W Pucharze Davisa startował w latach 1981–1995 rozgrywając w singlu 20 meczów, z których 12 wygrał oraz 28 pojedynków deblowych, z których w 19 triumfował.
W rankingu gry pojedynczej Casal najwyżej był na 31. miejscu (11 listopada 1985), a w klasyfikacji gry podwójnej na 3. pozycji (25 lutego 1991).

### Finały w turniejach ATP World Tour
| Legenda                 |
| Wielki Szlem            |
| Igrzyska olimpijskie    |
| Tennis Masters Cup      |
| ATP Masters Series      |
| ATP Championship Series |
| ATP World Series        |

#### Gra pojedyncza (1–2)
| Końcowy wynik | Nr | Data             | Turniej         | Nawierzchnia    | Przeciwnicy w finale | Wynik finału  |
| Finalista     | 1. | 17 kwietnia 1983 | Aix-en-Provence | Ceglana         | Mats Wilander        | 3:6, 2:6      |
| Zwycięzca     | 1. | 26 maja 1985     | Florencja       | Ceglana         | Jimmy Arias          | 3:6, 6:3, 6:2 |
| Finalista     | 2. | 2 listopada 1986 | Paryż           | Dywanowa (hala) | Boris Becker         | 4:6, 3:6, 6:7 |

#### Gra mieszana (1–0)
| Końcowy wynik | Nr | Data            | Turniej            | Nawierzchnia | Partnerka       | Przeciwnicy                       | Wynik finału |
| ------------- | -- | --------------- | ------------------ | ------------ | --------------- | --------------------------------- | ------------ |
| Zwycięzca     | 1. | 7 września 1986 | US Open, Nowy Jork | Twarda       | Raffaella Reggi | Martina Navrátilová Peter Fleming | 6:4, 6:4     |

#### Gra podwójna (47–26)
| Końcowy wynik | Nr  | Data                 | Turniej            | Nawierzchnia    | Partner         | Przeciwnicy w finale                     | Wynik finału                  |
| Finalista     | 1.  | 17 kwietnia 1983     | Aix-en-Provence    | Ceglana         | Ivan Camus      | Henri Leconte Gilles Moretton            | 6:2, 1:6, 2:6                 |
| Finalista     | 2.  | 12 maja 1985         | Monachium          | Ceglana         | Emilio Sánchez  | Mark Edmondson Kim Warwick               | 6:4, 5:7, 5:7                 |
| Finalista     | 3.  | 21 lipca 1985        | Båstad             | Ceglana         | Emilio Sánchez  | Stefan Edberg Anders Järryd              | 0:6, 6:7                      |
| Zwycięzca     | 1.  | 11 sierpnia 1985     | Kitzbühel          | Ceglana         | Emilio Sánchez  | Paolo Canè Claudio Panatta               | 6:3, 3:6, 6:2                 |
| Finalista     | 4.  | 15 września 1985     | Palermo            | Ceglana         | Emilio Sánchez  | Colin Dowdeswell Joakim Nyström          | 4:6, 7:6, 6:7                 |
| Zwycięzca     | 2.  | 22 września 1985     | Genewa             | Ceglana         | Emilio Sánchez  | Carlos Kirmayr Cássio Motta              | 6:4, 4:6, 7:5                 |
| Zwycięzca     | 3.  | 29 września 1985     | Barcelona          | Ceglana         | Emilio Sánchez  | Jan Gunnarsson Michael Mortensen         | 6:3, 6:4                      |
| Finalista     | 5.  | 24 listopada 1985    | Wiedeń             | Dywanowa (hala) | Emilio Sánchez  | Mike De Palmer Gary Donnelly             | 4:6, 3:6                      |
| Finalista     | 6.  | 13 kwietnia 1986     | Bari               | Ceglana         | Emilio Sánchez  | Gary Donnelly Tomáš Šmíd                 | 6:2, 4:6, 4:6                 |
| Zwycięzca     | 4.  | 11 maja 1986         | Monachium          | Ceglana         | Emilio Sánchez  | Broderick Dyke Wally Masur               | 6:3, 4:6, 6:3                 |
| Zwycięzca     | 5.  | 25 maja 1986         | Florencja          | Ceglana         | Emilio Sánchez  | Mike De Palmer Gary Donnelly             | 6:4, 7:6                      |
| Zwycięzca     | 6.  | 13 lipca 1986        | Gstaad             | Ceglana         | Emilio Sánchez  | Stefan Edberg Joakim Nyström             | 6:3, 3:6, 6:3                 |
| Zwycięzca     | 7.  | 27 lipca 1986        | Båstad             | Ceglana         | Emilio Sánchez  | Craig Campbell Joey Rive                 | 6:4, 6:2                      |
| Zwycięzca     | 8.  | 21 września 1986     | Hamburg            | Ceglana         | Emilio Sánchez  | Boris Becker Eric Jelen                  | 6:4, 6:1                      |
| Zwycięzca     | 9.  | 8 lutego 1987        | Filadelfia         | Dywanowa (hala) | Emilio Sánchez  | Christo Steyn Danie Visser               | 3:6, 6:1, 7:6                 |
| Finalista     | 7.  | 15 lutego 1987       | Memphis            | Twarda (hala)   | Emilio Sánchez  | Anders Järryd Jonas Svensson             | 4:6, 2:6                      |
| Finalista     | 8.  | 5 kwietnia 1987      | Mediolan           | Dywanowa (hala) | Emilio Sánchez  | Boris Becker Slobodan Živojinović        | 6:3, 3:6, 4:6                 |
| Zwycięzca     | 10. | 19 kwietnia 1987     | Nicea              | Ceglana         | Emilio Sánchez  | Claudio Mezzadri Gianni Ocleppo          | 6:3, 6:3                      |
| Finalista     | 9.  | 10 maja 1987         | Monachium          | Ceglana         | Emilio Sánchez  | Jim Pugh Blaine Willenborg               | 6:7, 6:4, 4:6                 |
| Zwycięzca     | 11. | 14 czerwca 1987      | Bolonia            | Ceglana         | Emilio Sánchez  | Claudio Panatta Blaine Willenborg        | 6:3, 6:2                      |
| Finalista     | 10. | 5 lipca 1987         | Wimbledon, Londyn  | Trawiasta       | Emilio Sánchez  | Ken Flach Robert Seguso                  | 6:3, 7:6, 6:7, 1:6, 4:6       |
| Zwycięzca     | 12. | 19 lipca 1987        | Bordeaux           | Ceglana         | Emilio Sánchez  | Darren Cahill Mark Woodforde             | 6:3, 6:3                      |
| Zwycięzca     | 13. | 9 sierpnia 1987      | Kitzbühel          | Ceglana         | Emilio Sánchez  | Miloslav Mečíř Tomáš Šmíd                | 7:6, 7:6                      |
| Finalista     | 11. | 20 września 1987     | Madryt             | Ceglana         | Emilio Sánchez  | Carlos Di Laura Javier Sánchez           | 3:6, 6:3, 6:7                 |
| Finalista     | 12. | 16 listopada 1987    | São Paulo          | Twarda          | Tomás Carbonell | Gilad Blum Javier Sánchez                | 3:6, 7:6, 4:6                 |
| Zwycięzca     | 14. | 22 listopada 1987    | Buenos Aires       | Ceglana         | Tomás Carbonell | Jay Berger Horacio de la Peña            | walkower                      |
| Zwycięzca     | 15. | 29 listopada 1987    | Itaparica          | Twarda          | Emilio Sánchez  | Jorge Lozano Diego Pérez                 | 6:2, 6:2                      |
| Zwycięzca     | 16. | 17 kwietnia 1988     | Madryt             | Ceglana         | Emilio Sánchez  | Jason Stoltenberg Todd Woodbridge        | 6:7, 7:6, 6:4                 |
| Zwycięzca     | 17. | 24 kwietnia 1988     | Monte Carlo        | Ceglana         | Emilio Sánchez  | Henri Leconte Ivan Lendl                 | 6:1, 6:3                      |
| Zwycięzca     | 18. | 17 lipca 1988        | Stuttgart          | Ceglana         | Emilio Sánchez  | Anders Järryd Michael Mortensen          | 4:6, 6:3, 6:4                 |
| Zwycięzca     | 19. | 31 lipca 1988        | Hilversum          | Ceglana         | Emilio Sánchez  | Magnus Gustafsson Guillermo Pérez Roldán | 7:6, 6:3                      |
| Zwycięzca     | 20. | 7 sierpnia 1988      | Kitzbühel          | Ceglana         | Emilio Sánchez  | Joakim Nyström Claudio Panatta           | 6:4, 7:5                      |
| Zwycięzca     | 21. | 11 września 1988     | US Open, Nowy Jork | Twarda          | Emilio Sánchez  | Rick Leach Jim Pugh                      | walkower                      |
| Zwycięzca     | 22. | 18 września 1988     | Barcelona          | Ceglana         | Emilio Sánchez  | Claudio Mezzadri Diego Pérez             | 6:4, 6:3                      |
| Finalista     | 13. | 1 października 1988  | Seul               | Twarda          | Emilio Sánchez  | Ken Flach Robert Seguso                  | 3:6, 4:6, 7:6(5), 7:6(1), 7:9 |
| Zwycięzca     | 23. | 27 listopada 1988    | Itaparica          | Twarda          | Emilio Sánchez  | Jorge Lozano Todd Witsken                | 7:6, 7:6                      |
| Finalista     | 14. | 13 grudnia 1988      | Londyn             | Dywanowa (hala) | Emilio Sánchez  | Rick Leach Jim Pugh                      | 4:6, 3:6, 6:2, 0:6            |
| Zwycięzca     | 24. | 18 czerwca 1989      | Bolonia            | Ceglana         | Javier Sánchez  | Tomas Nydahl Jörgen Windahl              | 6:2, 6:3                      |
| Finalista     | 15. | 25 czerwca 1989      | Bari               | Ceglana         | Javier Sánchez  | Simone Colombo Claudio Mezzadri          | 6:0, 3:6, 3:6                 |
| Finalista     | 16. | 24 września 1989     | Barcelona          | Ceglana         | Tomáš Šmíd      | Gustavo Luza Christian Miniussi          | 3:6, 3:6                      |
| Finalista     | 17. | 7 stycznia 1990      | Wellington         | Twarda          | Emilio Sánchez  | Kelly Evernden Nicolás Pereira           | 4:6, 6:7                      |
| Zwycięzca     | 25. | 8 kwietnia 1990      | Estoril            | Ceglana         | Emilio Sánchez  | Omar Camporese Paolo Canè                | 7:5, 4:6, 7:5                 |
| Finalista     | 18. | 15 kwietnia 1990     | Barcelona          | Ceglana         | Emilio Sánchez  | Andrés Gómez Javier Sánchez              | 6:7, 5:7                      |
| Zwycięzca     | 26. | 20 maja 1990         | Rzym               | Ceglana         | Emilio Sánchez  | Jim Courier Martin Davis                 | 7:6, 7:5                      |
| Zwycięzca     | 27. | 10 czerwca 1990      | French Open, Paryż | Ceglana         | Emilio Sánchez  | Goran Ivanišević Petr Korda              | 7:5, 6:3                      |
| Zwycięzca     | 28. | 15 lipca 1990        | Gstaad             | Ceglana         | Emilio Sánchez  | Omar Camporese Javier Sánchez            | 6:3, 3:6, 7:5                 |
| Zwycięzca     | 29. | 29 lipca 1990        | Hilversum          | Ceglana         | Emilio Sánchez  | Paul Haarhuis Mark Koevermans            | 7:5, 7:5                      |
| Zwycięzca     | 30. | 30 września 1990     | Palermo            | Ceglana         | Emilio Sánchez  | Carlos Costa Horacio de la Peña          | 6:3, 6:4                      |
| Zwycięzca     | 31. | 7 października 1990  | Ateny              | Ceglana         | Javier Sánchez  | Tom Kempers Richard Krajicek             | 6:4, 6:3                      |
| Finalista     | 19. | 25 listopada 1990    | Sanctuary Cove     | Twarda          | Emilio Sánchez  | Guy Forget Jakob Hlasek                  | 4:6, 6:7, 7:5, 4:6            |
| Zwycięzca     | 32. | 13 stycznia 1991     | Auckland           | Twarda          | Emilio Sánchez  | Grant Connell Glenn Michibata            | 4:6, 6:3, 6:4                 |
| Zwycięzca     | 33. | 24 lutego 1991       | Stuttgart          | Dywanowa (hala) | Emilio Sánchez  | Jeremy Bates Nick Brown                  | 6:3, 7:5                      |
| Zwycięzca     | 34. | 12 maja 1991         | Hamburg            | Ceglana         | Emilio Sánchez  | Cássio Motta Danie Visser                | 4:6, 6:3, 6:2                 |
| Zwycięzca     | 35. | 4 listopada 1991     | Búzios             | Twarda          | Emilio Sánchez  | Javier Frana Leonardo Lavalle            | 4:6, 6:3, 6:4                 |
| Zwycięzca     | 36. | 12 stycznia 1992     | Sydney             | Twarda          | Emilio Sánchez  | Scott Davis Kelly Jones                  | 3:6, 6:1, 6:4                 |
| Finalista     | 20. | 9 lutego 1992        | Mediolan           | Dywanowa (hala) | Emilio Sánchez  | Neil Broad David Macpherson              | 7:5, 5:7, 4:6                 |
| Zwycięzca     | 37. | 11 maja 1992         | Hamburg            | Ceglana         | Emilio Sánchez  | Carl-Uwe Steeb Michael Stich             | 5:7, 6:4, 6:3                 |
| Zwycięzca     | 38. | 26 lipca 1992        | Kitzbühel          | Ceglana         | Emilio Sánchez  | Horacio de la Peña Vojtěch Flégl         | 6:1, 6:2                      |
| Finalista     | 21. | 30 sierpnia 1992     | Schenectady        | Twarda          | Emilio Sánchez  | Jacco Eltingh Paul Haarhuis              | 3:6, 4:6                      |
| Zwycięzca     | 39. | 20 września 1992     | Bordeaux           | Ceglana         | Emilio Sánchez  | Arnaud Boetsch Guy Forget                | 6:1, 6:4                      |
| Finalista     | 22. | 11 kwietnia 1993     | Barcelona          | Ceglana         | Emilio Sánchez  | Shelby Cannon Scott Melville             | 6:7, 1:6                      |
| Zwycięzca     | 40. | 20 czerwca 1993      | Genua              | Ceglana         | Emilio Sánchez  | Mark Koevermans Greg Van Emburgh         | 6:3, 7:6                      |
| Zwycięzca     | 41. | 4 października 1993  | Palermo            | Ceglana         | Emilio Sánchez  | Juan Garat Jorge Lozano                  | 6:3, 6:3                      |
| Zwycięzca     | 42. | 17 października 1993 | Tel Awiw-Jafa      | Twarda          | Emilio Sánchez  | Mike Bauer David Rikl                    | 6:4, 6:4                      |
| Zwycięzca     | 43. | 7 listopada 1993     | São Paulo          | Ceglana         | Emilio Sánchez  | Pablo Albano Javier Frana                | 4:6, 7:6, 6:4                 |
| Finalista     | 23. | 14 listopada 1993    | Buenos Aires       | Ceglana         | Emilio Sánchez  | Tomás Carbonell Carlos Costa             | 4:6, 4:6                      |
| Zwycięzca     | 44. | 10 lipca 1994        | Gstaad             | Ceglana         | Emilio Sánchez  | Menno Oosting Daniel Vacek               | 7:6, 6:4                      |
| Finalista     | 24. | 7 sierpnia 1994      | Kitzbühel          | Ceglana         | Emilio Sánchez  | David Adams Andriej Olchowski            | 7:6, 3:6, 5:7                 |
| Finalista     | 25. | 6 listopada 1994     | Montevideo         | Ceglana         | Emilio Sánchez  | Marcelo Filippini Luiz Mattar            | 6:7, 4:6                      |
| Zwycięzca     | 45. | 13 listopada 1994    | Buenos Aires       | Ceglana         | Emilio Sánchez  | Tomás Carbonell Francisco Roig           | 6:3, 6:2                      |
| Zwycięzca     | 46. | 7 maja 1995          | Atlanta            | Ceglana         | Emilio Sánchez  | Jared Palmer Richey Reneberg             | 6:7, 6:3, 7:6                 |
| Finalista     | 26. | 21 maja 1995         | Coral Springs      | Ceglana         | Emilio Sánchez  | Todd Woodbridge Mark Woodforde           | 3:6, 1:6                      |
| Zwycięzca     | 47. | 5 listopada 1995     | Montevideo         | Ceglana         | Emilio Sánchez  | Jiří Novák David Rikl                    | 2:6, 7:6, 7:6                 |